# 聖心ウルスラ学園歯科衛生士専門学校
聖心ウルスラ学園歯科衛生士専門学校（せいしんウルスラがくえんしかえいせいしせんもんがっこう）は、かつて宮崎県延岡市にあった専修学校。聖心ウルスラ学園短期大学のキャンパス内にあった。2008年3月をもって閉校した。

## 沿革
- 1972年（昭和47年）：開設
- 2006年（平成18年）：平成19年度の学生募集を停止。
- 2008年（平成20年）：閉校

## 学科
- 歯科衛生学科

## 取得資格・免許状
- 歯科衛生士国家試験受験資格
- 専門士称号

## 就職実績
- ほぼ全員が、歯科衛生士として歯科診療所に就職している。

## 所在地
- 〒882-0863 宮崎県延岡市緑ヶ丘5丁目1番地12号